# Tutore (educazione)
Tutor o tutore (così come tutorato) è un vocabolo di origine latina recentemente utilizzato nella lingua italiana in un'accezione però proveniente dall'inglese per indicare forme di attività didattica di supporto, specialmente a livello universitario.

## Storia
L'aio (tutore), era colui al quale veniva affidata la crescita e la formazione dei giovani romani appartenenti a famiglie importanti, oltre che l'amministrazione dei beni per i minori che non avessero raggiunto la pubertà.

## Nel mondo

### Italia
La figura è stata introdotta nell'ambito dell'alternanza scuola-lavoro, ai sensi della riforma Moratti, col compito di seguire gli studenti della scuola secondaria di secondo grado nello svolgimento delle attività relative. 

### Regno Unito
Nel Regno Unito la parola tutore assume un altro significato, anche se correlato. Il tutor deve prendersi la responsabilità della crescita e dell'istruzione dell'individuo tutelato.
Nelle scuole secondarie britanniche il tutore assume un altro significato, spesso contraddistinto dalla parola tutor (ovvero tutore in lingua inglese). Esso è equivalente alla figura del maestro statunitense o del professore italiano. Ha la responsabilità di istruire un gruppo di studenti, generalmente sulla fascia dei trent'anni , e di farli crescere secondo le regole morali comuni, per farli diventare persone adulte.
Nelle università britanniche il tutor è uno studente agli ultimi anni, molto competente, che conduce seminari di recupero per gli studenti.